# LilyPond
GNU LilyPond je multiplatformní svobodný software určený pro sazbu notových zápisů distribuovaný pod licencí GNU General Public License, který je k dispozici pro Microsoft Windows, Linux a macOS. Program pracuje v prostředí příkazového řádku, ale lze jej používat s grafickou nadstavbou Frescobaldi. Pro zápis not používá vlastní textový souborový formát s příponou .ly.

## Historie
Project LilyPond započali roku 1996 Han-Wen Nienhuys a Jan Nieuwenhuizen poté, co v roce 1995 pracovali na preprocesoru MPP k MusiXTeXu.

## Principy
LilyPond převádí zápis v poměrně jednoduchém značkovací jazyce na notový zápis ve formátu PDF (nebo v jiném grafickém formátu, jako je SVG nebo PNG) a na zvukový soubor formátu MIDI. LilyPond usiluje o automatickou sazbu co nejkvalitnějšího notového zápisu, který bude pěkně vypadat a dobře se číst. V tomto směru překonává komerční notační programy, jako Finale nebo Sibelius. Nevýhodou je nižší rychlost formátování.
LilyPond je konzolová aplikace, která poskytuje snadno naučitelný jazyk v duchu WYSIWYM, kterým uživatel sděluje, co chce zobrazit (podobně jako například LaTeX); grafické uživatelské rozhraní je k dispozici jako samostatný program Frescobaldi, které sice neumožňuje přímo zadávání not v grafickém prostředí, přesto však nabízí funkce, které u takto rozdělených programů nejsou obvyklé (vyhledání zápisu noty ve zdrojovém souboru poklikáním na notu v grafickém výstupu).
Program LilyPond je napsaný zejména v jazyce C++, ale je uživatelsky rozšiřitelný programy v jazyce Scheme interpretovanými interpretem GNU Guile. Vstupní soubory zpracovává v několika krocích, formát PDF získává přes PostScript.

## Příklad zdrojových kódů LilyPondu
```
\version
 "2.15.14"

\include
 "english.ly"

\header
 
{

  title = 
\markup
 
{
 "Excerpt from" 
\italic
 "fibonacci" 
}

  composer = "Patrick McCarty"
  
%copyright =

  
%  \markup \fontsize #-5 {

  
%    Copyright © 2009.

  
%    Typeset with GNU LilyPond.

  
%    Released into public domain by the composer.

  
%  }

}

\paper
 
{

  paper-height = 4.6
\in

  paper-width = 8.5
\in

  indent = #0
  system-count = #2

}

\score
 
{

  
\new
 PianoStaff = "pianostaff" <<
    
\new
 Staff = "RH" 
\relative
 c' 
{

      #(set-accidental-style 'piano 'Score)
      
\clef
 "treble"
      
\time
 2/4
      
\set
 Score.currentBarNumber = #51
      
\tempo
 "Slow and steady" 4 = 60
      <e gs,>4 
\acciaccatura
 
{
 cs16[ ds] 
}
 <e gs,>4 | 
% m. 51

      <ds gs,>4 
\acciaccatura
 
{
 e16[ ds] 
}
 <cs gs>4 | 
% m. 52

      <cs gs>4 
\acciaccatura
 
{
 ds16[ cs] 
}
 <c g>4  | 
% m. 53

      <cs gs>4 
\acciaccatura
 
{
 ds16[ e] 
}
 <es bs gs>4 | 
% m. 54

      <e gs,>4 
\acciaccatura
 
{
 cs16[ ds] 
}
 e16 f gs a | 
% m. 55

      <gs c,>8 
\acciaccatura
 
{
 as16[ gs] 
}

      <es b>8 ~ <es b>16 ds b as | 
% m. 56

      b16 d8 bf32 f' g16 af bf c | 
% m. 57

      <df df,>16 ( c af ) <e' e,> ( ds b ) <g' g,> ( ds | 
% m. 58

      
\time
 3/4
      <gs gs,>16 ) 
\noBeam
 d,16 f gs
      a16 e f b
      c16 d, ( f gs | 
% m. 59

      a16 b ) e, ( f
      gs16 b c ) f, (
      gs16 as b c ) | 
% m. 60

    
}

    
\new
 Dynamics = "Dynamics
_
pf" 
{

      s4 
\p
 
\<
 s4 | 
% m. 51

      s4 s4 | 
% m. 52

      s4 
\mp
 
\>
 s4 | 
% m. 53

      s4 s4 
\!
 | 
% m. 54

      s4 
\p
 s4 | 
% m. 55

      s1 * 2/4 | 
% m. 56

      s4 
\<
 s4 | 
% m. 57

      s4 s4 | 
% m. 58

      
\override
 DynamicText #'extra-spacing-width = #'(-0.75 . 0.75)
      s16 
\mf
 s16 
\p
 s8 s4 s4 | 
% m. 59

      s2. | 
% m. 60

    
}

    
\new
 Staff = "LH" 
\relative
 c, 
{

      
\clef
 "bass"
      
\time
 2/4
      cs4. cs8 | 
% m. 51

      cs4. d8 | 
% m. 52

      f4. a8 | 
% m. 53

      f4. d8 | 
% m. 54

      cs4. cs8 | 
% m. 55

      d4 ds | 
% m. 56

      gs4. bf,8 | 
% m. 57

      f'4 b, | 
% m. 58

      
\time
 3/4
      d4. d8 ~ d4 | 
% m. 59

      ef2 f4 | 
% m. 60

    
}

  >>

}

```

## Spolupráce s ostatním softwarem
Pro LilyPond je k dispozici grafické uživatelské rozhraní Frescobaldi a zásuvný modul pro editor jEdit.
Kromě toho do formátu LilyPondu umí zapisovat svůj výstup řada notových programů, například Rosegarden, MuseScore, NoteEdit, Canorus, Denemo a TuxGuitar.
LilyPondem sází svůj výstup Mutopia Project, který se zaměřuje na šíření svobodných partitur, a Musipedia, hromadně vytvářená hudební encyklopedie.

### Mediawiki
LilyPond je také možné používat v rámci systému MediaWiki pomocí rozšíření Score. Například zápis
```
 
<score vorbis="1">\relative c' { f d f a d f e d cis a cis e a g f e }</score>
```

vytvoří